# Ošljak Veliki
Koordinati:   43°52′34″N, 15°26′18″E
Ošljak Veliki je majhen nenaseljen otoček v Jadranskem morju. Pripada Hrvaški.
Ošljak Velik leži okoli 2 km južno od zaliva Triluke na otoku Pašman. Površina otočka meri 0,011 km². Dolžina obalnega pasu je 0,38 km.